# 300 (فلم)
300 هو فيلم حربي ملحمي أمريكي صدر عام 2006 يستند إلى القصة المصورة بنفس الأسم 300 من قبل فرانك ميلر ولين فارلي. كلاهما رواية خيالية لمعركة ترموبيل خلال الحروب الفارسية اليونانية. أخرج الفيلم زاك سنايدر، بينما عمل فرانك ميلر كمنتج تنفيذي ومستشار. تم تصويره في الغالب بتقنية الكروما مع التراكب، للمساعدة في تكرار صور الكتاب الهزلي الأصلي.
تدور أحداث الفيلم حول الملك ليونيداس (جيرارد بتلر)، الذي يقود 300 اسبرطي في معركة ضد "الملك المقدس" الفارسي خشايارشا (رودريغو سانتورو) وجيشه الغازي الذي يضم أكثر من 300 ألف جندي. مع احتدام المعركة، تحاول الملكة جورجو (لينا هيدي) حشد الدعم في إسبرطة لزوجها. تم حكاية القصة بواسطة سرد صوتي من قبل الجندي المتقاعد ديليوس (ديفيد وينهام). من خلال هذه الراوي الغير موثوق به، تم إدخال العديد من المخلوقات الخيالية، حيث تم وضع فيلم 300 في هذا النوع من الخيال التاريخي.
تم إصدار 300 في المسارح التقليدية وآيماكس في الولايات المتحدة في 9 مارس 2007، وعلى دي في دي وقرص بلو راي وأسطوانات الفيديو الرقمية فائقة الدقة في 31 يوليو 2007. حصل الفيلم على آراء متباينة، وحظي بتشجيع لصورته وأصالته الطبيعية، ولكنه تم انتقاده بسبب تفضيل المرئيات على توصيف الشخصيات وتصويره للشعب الفارسي، وهو تصوير وجده البعض عنصريًا. ومع ذلك، حقق الفيلم نجاحًا في شباك التذاكر، حيث حقق أكثر من 450 مليون دولار، حيث كان افتتاح الفيلم هو الرابع والعشرين في تاريخ شباك التذاكر في ذلك الوقت. أُصدرت في 7 مارس 2014 تتمة بعنوان «نهوض إمبراطورية»، والتي تستند إلى رواية خشايارشا الأولية غير المنشورة سابقًا من ميلر.

## القصة
بناء على رواية فرانك ميلر "300"، يحكي الفيلم رواية معركة الثرموبايلي (عام 480 قبل الميلاد) حيث قاد ملك إسبرطة جيشه ضد الفرس. يقال بأن المعركة ألهمت جميع الإغريق الذين توحدوا ضد الفرس وساعدوا على بناء أول ديمقراطية في العالم.
في المعركة توحدت ولايات ومدن الإغريق ضد جيوش الفرس التي أرادت غزوهم في معبر الثرموبايلي الجبلي. قاد الملك الفارسي أحشويرش الأول أكثر من 100000 رجل، وواجه 300 من الإسبرطيين و700 من الثرسبيايين. انتظر خشایارشا لمدة 10 أيام حتى يستسلم أو ينسحب الملك ليونيداس. استمرت المعركة لمدة ثلاثة أيام وقتل فيها جميع الإسبرطيين الثلاثمائة ما عدا واحدا هو من رجع إلى إسبرطة وأخبرهم بالقصة والوصية (تذكرونا). في المعركة خان أحد السكان الإغريق المحليين (ويدعى إفيالتس) وطنه عندما أخبر الملك خشایارشا عن طريق يؤدي إلى مدينة الثرموبايلي، وهو الطريق الذي سلكه الفرس الذين انتصروا في المعركة بعد محاصرتهم للإغريق.
تدور أحداث الفيلم حول معركة ترموبيل أي الأبواب الساخنة التي جرت في العام 480 قبل الميلاد وفيها واجه جيش إسبرطة المكون من ثلاثمائة جندي بقيادة الملك «لونايدس» جيوش الفرس التي بلغت مليون جندي حيث سيظهر «ليونيداس» حنكة كبيرة في قيادة جيشه مستفيدا من ضيق معبر ثيرموبيلاي وهو موقع استراتيجي لا يسمح عرضه بمرور أكثر من 18 رجلا وعلى يمينه توجد حافة جبلية شاهقة. وخروج «ليونيداس» وجيشه -كما جاء في الفيلم- جاء نتيجة نية الاستيلاء على إسبرطة حيث أرسل«زيريكسيس» رسوله من بلاد فارس ليعرض على الملك «ليونيداس» رغبته في الاستيلاء على إسبرطة وضمّها إلى مستعمراته لكن «ليونيداس» يرفض العرض ويفضل المواجهة والموت على خيار الاستسلام والخنوع، ويستعد لمواجهة الجيوش الفارسية عند مضيق ثيرموبلاي قبل زحفها إلى إسبرطة، فيحاول استمالت حرس الآلهة والأوراكل من أجل دعم خيار الحرب، لكنه يصدم برفضهم، لأن ذهب «زيريكسيس» كان أحب إليهم من حرية إسبرطة، فيقوم باتخاذ قرار شخصي ليجمع أفضل ثلاثمائة محارب في إسبرطة ويذهب بهم إلى ساحة المعركة مسطراً أروع معاني التضحية والبطولة، لقد برع اليونان في استخدام إستراتيجية حربية متقنة بالاستفادة من الأرض والتضاريس التي تمنحهم الأفضلية في أية معركة يخوضونها على أراضيهم حتى لو كانوا لا يتمتعون بكثرة عددية مقابل أي جيش يواجههم وهذا الأمر تحقق في معركة ماراثون وكذلك في معركة سالاميس البحرية إلى جانب معركة البوابات الساخنة (ثيرموبيلاي)، ويعود السبب في عدم انهزامهم بسهولة أيضا إلى حسن اجادتهمم لاستخدام تسليحهم وعتادهم الذي شاهدناه بالفيلم المكون من الدرع الثقيل والرمح الطويل والسيوف الخفيفة. إن مُشاهد هذا العمل السينمائي يلاحظ بِيُسر الرؤية السينمائية التي اعتمدها المخرج «زاك شنايدر» حيث يغلب الطابع التقني والرسوم ثلاثية الأبعاد، فكان الفيلم خاليا من المشاهد الواقعية، كما أن أحداث الفيلم لم تخرج عن القصة المرسومة «لفرانك ميلر»، لكن كل هذا لم ينقص من اعجاب الجمهور الشديد بقصة الفيلم وخصوصا تضحية «ليونيداس» وجيشه.

## انتقادات
إن خوض حوار عن الفيلم يستضمر أكثر من مغامرة، لأن مثل هذه الحوارات تأخذ إسقاطات سياسية تجعل من الإمساك بمغزى الفيلم -في ظلها- أمرا صعبا؛ فمعلوم أن هذا العمل قد حقق نجاحات باهرة، لكن بموازاة ذلك فقد خلف ردود أفعال متباينة خصوصا وأن عرضه قد زامن تهديدات واشنطن بالحرب على إيران فوجهت هذه الأخيرة على لسان الرئيس «أحمد النجاد» اتهامات لهذا العمل حيث وُصِف بإظهار الفرس في صورة السفاحين الهمج المستعمرين، وانه يأتي في سياق تشويه صورة إيران، وهي انتقادات قد تصيب في بعض الجوانب، لأن شعار هوليود دائما هو السينما في خدمة السياسة، لكن من زاوية أخرى فقصة هذا العمل بقصد أم بغير قصد هي ضد سياسة أمريكا الاستعمارية التي تنبذ كل أشكال المقاومة وتزرع في كل البلدان ما يمنع حدوثها، في حين نجد الفيلم في عمقه دعوة إلى مقاومة كل أنواع الاستعمار حتى وإن كان الطرف المستعمر يمثل إمبراطورية عظمى، وكذلك فالأسلوب الفارسي في المساومة هو شبيه بأسلوب أميركا «معي أو ضدي»، وتضحية ليونيداس بجيشه كانت درسا لدويلات اليونان من أجل التوحد -وهو ما حدث لاحقا- هي عبرة للأمة العربية التي لا تتقن إلا لغة الفُرقة، ومن هذه الزاوية يتضح أن هذا العمل يحتمل أكثر من تأويل بحسب المنطلقات التي قد نعتمدها في الحكم.

## طاقم التمثيل
| الممثل          | الدور          |
| --------------- | -------------- |
| جيرارد بتلر     | الملك ليونيداس |
| لينا هيدي       | الملكة جورجو   |
| ديفيد وينهام    | ديليوس         |
| دومينيك ويست    | ثيرون          |
| رودريغو سانتورو | خشایارشا الأول |
| باتريك مينساه   | الرسول الفارسي |
| أندرو ثيرنان    | إيفيالتيس      |
| اندرو بليافين   | داكسون         |
| مايكل فاسبندر   | دينكس          |

## في الثقافة الشعبية
كَثُرت محاكاة فيلم 300 في الأفلام والتلفزيون وفي وسائل إعلام أخرى، ونتج عن الفيلم ميم الإنترنت الشهير «هذه سبارتا!» (بالإنجليزية: This is Sparta!). قامت بعض البرامج والمسلسلات مثل ساترداي نايت لايف والدجاجة الآلية بتأليف مشاهد قصيرة مقتبسة عن الفيلم، حيث حاكت الأخيرة الأسلوب المرئي للفيلم في محاكاة ساخرة بعنوان "1776" تجري أحداثها في حرب الاستقلال الأمريكية. ومن ضمن أعمال المحاكاة الساخرة الأخرى حلقةٌ من ساوث بارك بعنوان "D-Yikes!" والفيلم القصير يونايتد 300 الذي فاز بجائزة إم تي في لأفضل محاكاة ساخرة لعام 2007 و"BOO!" من إنتاج مجلة ماد في عددها رقم 481 الصادر في سبتمبر 2007 من كتابة ديزموند ديفلين ورسم مورت دراكر. كما أصدرت توينتيث سينشوري فوكس برنامج قابل الإسبارطيين وهي محاكاة ساخرة من إخراج جيسون فريدبيرغ وآرون سيلتزر. وكانت يونيفرسال بيكشرز قد خططت لتأليف برنامج مشابه بعنوان «National Lampoon's 301: The Legend of Awesomest Maximus Wallace Leonidas».
تَبَنَّت الهيئة الطلابية في جامعة ولاية ميشيغان (المسماة الإسبارطيون) فيلم 300 وبخاصة المقولات المُهيِّجة في الفيلم حيث أصبح من الشائع عقب إصدار الفيلم أن تُسمع هتافات «يا إسبارطيين، ما مهنتكم؟» قُبيل انطلاق الأحداث الرياضية. وقد سبق لمدرب فريق كرة السلة في جامعة ميشيغان طوم إيزو أن حضر حدثًا طلابيًّا وهو يرتدي زيَّ ليونايدس. كان نيت إبنر، لاعبُ كرة قدم أمريكية مع نيوإنغلاند بيتريوتس ينشط في الدوري الوطني لكرة القدم الأمريكية ولاعب سابق لأوهايو ستيت باكيز، يُلقب بـليونايدس تيمُّنًا بالملك اليوناني المحارب وبطل سبارتا الذي لعب دوره جيرارد بتلر في فيلم 300 وذلك بسبب نظام تمرينه المكثف ولحيته.

## التتمة
في يونيو 2008، كشف المنتجون مارك كانتون وجياني نوناري وبيرني غولدمان أنهم قد بدؤوا العمل على تكملة لفيلم 300 ستكون بعنوان 300: نهوض إمبراطورية. كانت شركة ليجنداري بيكتشرز قد أعلنت أن فرانك ميلر بدأ في كتابة الرواية المصورة المُكملة، وكان زاك سنايدر مهتمًا بإخراج الفيلم المقتبس لكنه فضل تطوير وإخراج ريبوت سوبرمان الرجل الفولاذي. وحل محله في كرسي الإخراج نعوم مورو بينما شغل زاك سنايدر دور المنتج. ركز الفيلم على شخصية الأدميرال الأثيني ثيميستوكليس الذي أدى دوره الممثل الأسترالي سوليفان ستابليتون. صدرت التتمة 300: نهوض إمبراطورية في 7 مارس 2014.

## وصلات خارجية
- الموقع الرسمي
- مقالات تستعمل روابط فنية بلا صلة مع ويكي بيانات
- فيلم «300 إسبارطي».. تسييس الأسطورة في السينما الأمريكية http://hespress.com/art-et-culture/43721.html